# Duży Sadek
Duży Sadek – część wsi Sadek w Polsce położona w województwie mazowieckim, w powiecie szydłowieckim, w gminie Szydłowiec.

W latach 1975–1998 Duży Sadek administracyjnie należał do województwa radomskiego.
Duży Sadek należy do parafii pw. Matki Boskiej  Bolesnej w Sadku